# Bundesgesundheitsblatt
Das Bundesgesundheitsblatt – Gesundheitsforschung – Gesundheitsschutz ist eine gesundheitswissenschaftliche Fachzeitschrift, die sich mit Fragestellungen des öffentlichen Gesundheitswesens und der staatlichen Gesundheitspolitik befasst. Die Zeitschrift erscheint seit 1997, zunächst als Bundesgesundheitsblatt und seit 1999 unter dem derzeitigen Titel.
Die Sektion Bekanntmachungen – Amtliche Mitteilungen enthält offizielle Verlautbarungen der Herausgeberinstitute.
Die Herausgeberinstitute sind:
1. Bundesinstitut für Arzneimittel und Medizinprodukte (BfArM)
2. Paul-Ehrlich-Institut (PEI), Bundesinstitut für Impfstoffe und biomedizinische Arzneimittel
3. Robert Koch-Institut (RKI), Bundesinstitut für Infektionskrankheiten und nicht übertragbare Krankheiten
4. Bundesinstitut für Öffentliche Gesundheit (BIÖG)

Die Zeitschrift erscheint monatlich mit einer Auflage von 2300 Exemplaren im Springer Medizin Verlag, sowohl als Print- als auch Onlineversion.
Der Impact Factor des Journals lag im Jahr 2020 bei 1,513. Nach ISI Web of Knowledge wird das Journal mit diesem Impact Factor in der Kategorie Öffentliches Gesundheitswesen, Umwelt- und Arbeitsmedizin an 136. Stelle von 158 Zeitschriften geführt.